# Ferrissia gentilis
Ferrissia gentilis е вид коремоного от семейство Planorbidae.

## Разпространение
Видът е разпространен в Бразилия (Гояс, Рио Гранди до Сул и Санта Катарина).